# Skataudden, Kristinestad
Skataudden är en udde i Finland. Den ligger i kommunen Kristinestad i landskapet Österbotten, i den sydvästra delen av landet, 300 km nordväst om huvudstaden Helsingfors. Skataudden ligger på halvön Björnön.